# کلاوس سالزنباخر
کلاوس سالزنباخر (انگلیسی: Klaus Sulzenbacher؛ زادهٔ ۳ فوریهٔ ۱۹۶۵) از برندگان مدال‌های بازی‌های المپیک زمستانی و اهل اتریش است.